# СИЗО КГБ Беларуси
СИЗО КГБ Беларуси (бел. Следчы ізалятар КДБ Беларусі; также именуется «Внутренняя тюрьма КГБ», бел. Унутраная турма КДБ, и «Американка», бел. Амерыканка) — следственный изолятор во внутреннем дворе здания КГБ Беларуси в Минске. Предназначен для содержания лиц, чья деятельность угрожает национальной безопасности Республики Беларусь.

## История
Своё название в народе «Американка» получила из-за дизайна Паноптикум, в стиле которого построены многие тюрьмы в США. По другой, менее преобладающей версии, — что план тюрьмы напоминает разметку таблицы рулетки, а «Американка» ― один из вариантов этой игры.

### Белорусская ССР
Тюрьма была построена в 1920-е годы для внутренних нужд белорусского ОГПУ позже использовалась НКВД, МГБ и КГБ БССР.
В 1946 году здание было реконструировано. До 1953 года здание наряду с Пищаловским замком являлось одним из мест, где приводились в исполнение смертные приговоры. В частности, в период сталинских репрессий в ночь с 29 на 30 октября 1937 года в подвале здания были расстреляны 52 деятеля культуры и науки БССР обвиненных в антисоветской деятельности.

### Беларусь
С 1991 года используется Комитетом государственной безопасности Республики Беларусь.
В данном СИЗО содержатся те, чьи дела ведут следователи КГБ, согласно статье 182 Уголовно-процессуального кодекса Беларуси. Это дела, касающиеся государственных интересов, а также дела, связанные с убийствами, сделками с наркотиками, оружием и хищениями в особо крупных размерах.
На протяжении своего существования в «Американке» содержались многие известные личности, в частности Роман Протасевич.
10 октября 2020 года президент Белоруссии Александр Лукашенко на территории СИЗО провёл встречу с 11 лидерами оппозиции, в том числе с экс-главой Белгазпромбанка Виктором Бабарико и его сыном Эдуардом Бабарико, адвокатами Ильёй Салеем и Максимом Знаком, членом президиума координационного совета юристом Лилией Власовой и координатором оппозиционного штаба Юрием Воскресенским.

## Архитектура
Следственный изолятор КГБ Беларуси находится во дворе здания Комитета, расположенном на центральном проспекте Минска. СИЗО КГБ представляет собой круглое двухэтажное здание. В полуподвальном этаже находятся несколько кабинетов для допросов, первый этаж — душевая, кухня, подсобные помещения, второй этаж — 18 камер, расположенных по радиусу. Одна камера
оборудована под карцер.
Камеры расширяются к двери или к окну. Ширина камеры в начале ограничивается шириной двери или окна (1,2 метра), а в противоположном конце достигает более 2-х метров, или наоборот. Длина камеры ― 5 метров. Высота ― 3,5 метра. В камере 3 койки, одна из которых двухъярусная, стол примерно 50х50 см.
В здании СИЗО примерно 2—3 камеры предназначены для содержания женщин.